# Джамалпур (округ)
Джамалпур (бенг. জামালপুর জেলা, англ. Jamalpur District) — округ на севере Бангладеш, в области Маймансингх. Образован в 1978 году. Административный центр — город Джамалпур. Площадь округа — 2032 км². По данным переписи 2001 года население округа составляло 2 089 366 человек. Уровень грамотности взрослого населения составлял 21,5 %, что значительно ниже среднего уровня по Бангладеш (43,1 %). 97,74 % населения округа исповедовало ислам, 1,98 % — индуизм.

## Административно-территориальное деление
Округ делится на 7 подокругов:
1. Девангандж (Девангандж)
2. Баксигандж (Баксигандж)
3. Ислампур (Ислампур)
4. Джамалпур-Садар (Джамалпур)
5. Мадаргандж (Мадаргандж)
6. Меландаха (Меландаха)
7. Саришабари (Саришабари)